# Operação Ichi-Go
A Operação Ichi-Go (一号作戦 Ichi-gō Sakusen, lit. "Operação Número Um") foi uma campanha de uma série de grandes batalhas entre as forças do Exército Imperial Japonês e o Exército Revolucionário da República da China, ocorrida a partir de abril a dezembro de 1944. Consistiram em três separadas batalhas nas províncias da China de Henan, Hunan e Guangxi.
Essas batalhas foram a Operação Kogo do Japão ou Battle of Central Henan (batalha da Henan central), Operação Togo 1 ou Battle of Changheng (batalha de Changheng), e Operação Togo 2 e Togo 3, ou Battle of Guilin-Liuzhou (batalha do Guilin-Liuzhou), respectivamente. Os dois objetivos primários de Ichi-go foram abrir uma rota por terra à Indochina francesa, e capturar bases aéreas no sudeste da China, onde bombardeadores americanos estavam atacando terras japonesas e embarcações.
Em japonês a operação também se chamava Tairiku Datsū Sakusen (大陸打通作戦), ou "Continent Cross-Through Operation" (Operação de cruzar o continente) , enquanto os chineses a conhecem como a batalha de Henan-Hunan-Guangxi.

## Curso da campanha

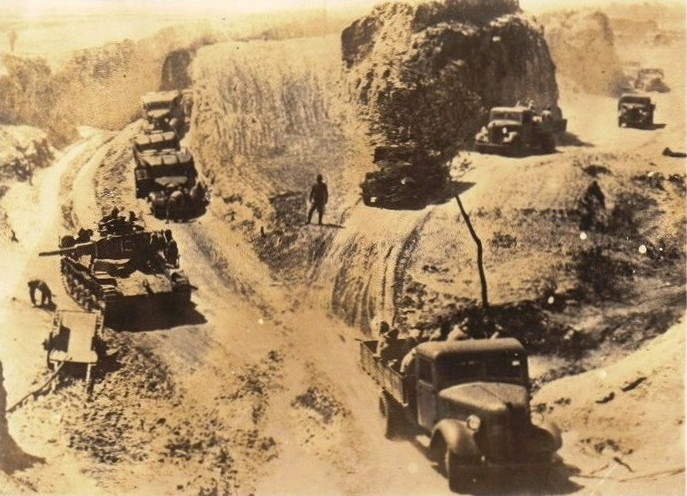
1944, Operação Ichigo

Houve duas fases na operação. Na primeira, garantiram o Pinghan Railway entre Beijing e Wuhan; na segunda, eles eliminaram a força aérea americana que estava sediada na provincia de Hunan, e alcançaram a cidade de Liuzhou, perto da fronteira com a Indochina de posse japonesa. Dezessete divisões, incluindo 510 000 homens, 15 500 veículos, 1500 peças de artilharia, 800 tanques e 70 000 cavalos participaram da operação.
Os Japoneses incluíram unidades da exército de Kwantung e equipamentos de Manchukuo, unidades mecanizadas, unidades do norte da China e unidade do Japão para participar na campanha. Foi a maior campanha em terra organizada por japoneses durante toda Segunda Guerra Sino-Japonesa. Muitas das unidades Chinesas treinadas por Americanos e suprimentos foram presos à força no teatro Birmanês, sob Joseph Stilwell, pelos termos do Acordo de Lend-Lease.

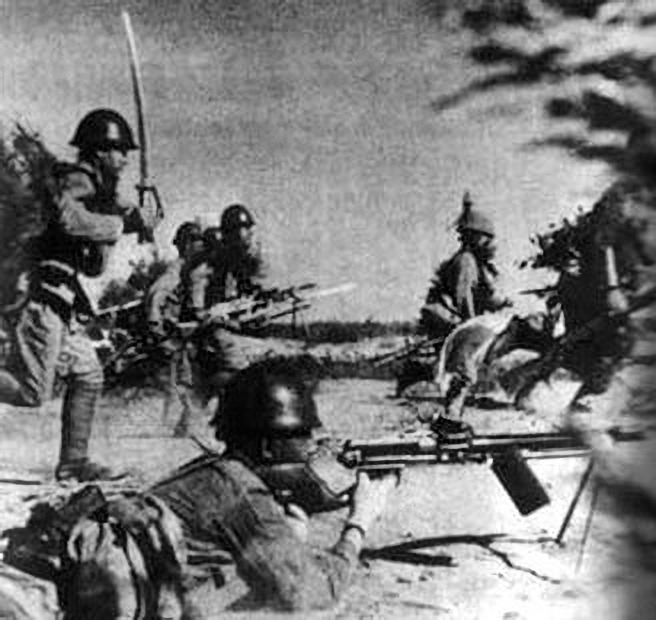
Soldados japoneses na China, em 1944.

Na Operação Kogo, 390 000 soldados Chineses, liderados pelo General Tang Enbo (湯恩伯), foram colocados para defender a posição estratégica de Luoyang.  A 3ª Divisão de Tanque do Exército Imperial Japonês atravessou o Rio Amarelo em torno de Zhengzhou no final de Abril e derrotaram as forças Chinesas perto de Xuchang, então viraram-se no sentido horário e cercaram Luoyang. Luoyang foi defendida por três divisões Chinesas. A 3ª Divisão de Tanque começaram a atacar Luoyang em 13 de Maio e conquistaram em 25 de Maio.

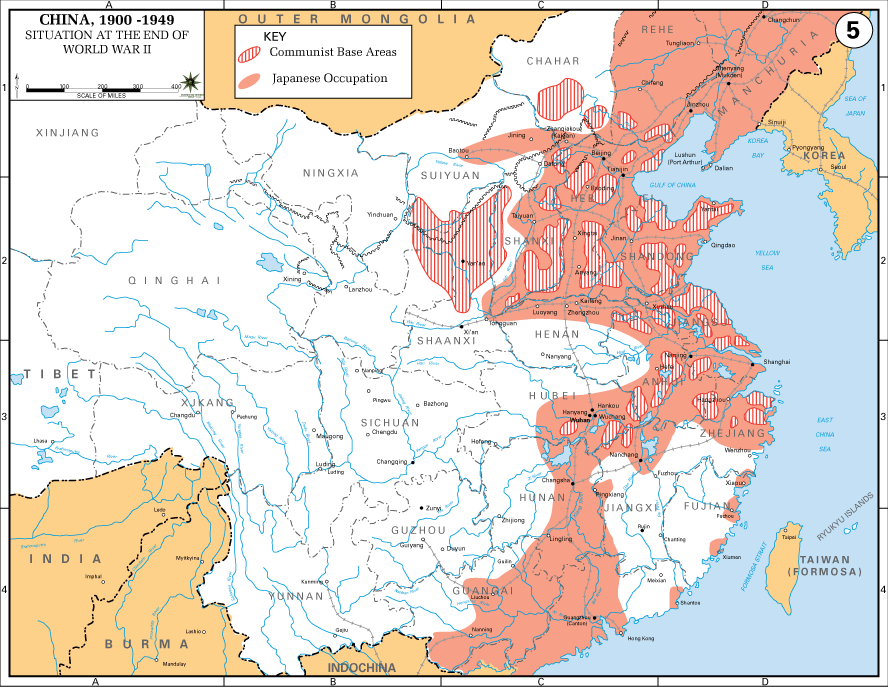
Ocupação Japonesa (vermelho) da China oriental perto do fim da guerra, e as bases da guerrilha Comunista (com listras)

A segunda fase de Ichigo começou em Maio, seguindo o sucesso da primeira fase. Forças Japonesas avançaram ao sul e ocuparam Changsha, Hengyang, Guilin e Liuzhou. Em Dezembro de 1944, forças Japonesas chegaram na Indochina Francesa e alcançaram o propósito da operação. Mesmo assim, haviam poucos ganhos práticos desta ofensiva. Forças aéreas dos Estados Unidos se moveram para o interior das bases ameaçadas perto da costa. A operação também forçou Comandos Britânicos que trabalhavam com os Chineses como parte Missão 204 a deixar a China e retornar a Birmânia. A Décima Quarta Força Aérea dos Estados Unidos muitas vezes interrompeu a ferrovia Hunan-Guangxi entre Hengyang e Liuzhou que foi estabelecida na Operação Ichigo. O Japão continuou a atacar aeródromos onde forças aéreas dos Estados Unidos estavam estacionadas até a primavera de 1945.
O Vigésimo Comando de Bombardeiros operando bombardeiros estratégicos B-29 da Vigésima Força Aérea, que estavam atacando o Japão na Operação Matterhorn, foram forçados a se mover também, mas embora isso tenha afetado sua eficiência por um curto período, no início de 1945 a Vigésima Força Aérea se moveram para as bases recentemente estabelecidas nas Ilhas Marianas sob o comando do recentemente estabelecido Vigésimo Primeiro Comando de Bombardeiros. Isso anulou a proteção limitada que as ilhas Japonesas receberam da Operação Ichigo.

## Resultado
Com a rápida deterioração da frente Chinesa depois dos Japoneses lançarem a Operação Ichi-Go em 1944, o General Joseph Stilwell observou isto como uma oportunidade para vencer sua luta política contra Chiang Kai-shek, líder da China, e ganhar o controle total de todas as forças armadas Chinesas. Ele foi capaz de convencer o General George Marshall a fazer com que o Presidente Franklin Delano Roosevelt mandasse um ultimato para Chiang ameaçando acabar com toda ajuda Americana a menos que Chiang "imediatamente" colocasse Stilwell "em comando irrestrito de todas as suas forças."
Stilwell imediatamente entregou esta carta para Chiang apesar dos pedidos de Patrick Hurley, enviado especial de Roosevelt na China, para impedir a entrega da mensagem e trabalhar em um acordo que conquistaria o objetivo de Stilwell de uma maneira mais aceitável para Chiang. Vendo este ato como um movimento em direção à completa subjugação da China, Chiang deu uma resposta formal na qual ele disse que Stilwell deve ser substituído imediatamente e ele gostaria de receber qualquer outro general qualificado dos Estados Unidos para preencher a posição de Stilwell.
Como resultado, Stilwell foi substituído como Chefe de Gabinete para Chiang Kai-shek e comandante das Forças dos Estados Unidos do Teatro da China (USFCT) pelo Major-general Albert Wedemeyer. Suas outras responsabilidades de comando no Teatro China-Birmânia-Índia foram dividas e alocadas a outros oficiais.
Embora Chiang tenha sido bem sucedido em remover Stilwell, o dano nas relações públicas sofrido pelo regime de seu Partido Nacionalista Chinês (Kuomintang) foi irreparável.